# Matsusaka
Matsusaka (松阪市 -shi; algumas vezes citada também como Matsuzaka) é uma cidade japonesa localizada na província de Mie.
Em 1 de Setembro de 2005 a cidade tinha uma população estimada em 170 723 habitantes e uma densidade populacional de 273,68 hab./km². Tem uma área total de 623,80 km².
Matsusaka também é famosa por sua carne bovina. A vaca, preferida para o consumo, é tratada com cerveja e massageada pelos criadores.
Recebeu o estatuto de cidade a 1 de Fevereiro de 1933.

## História

### Fundação

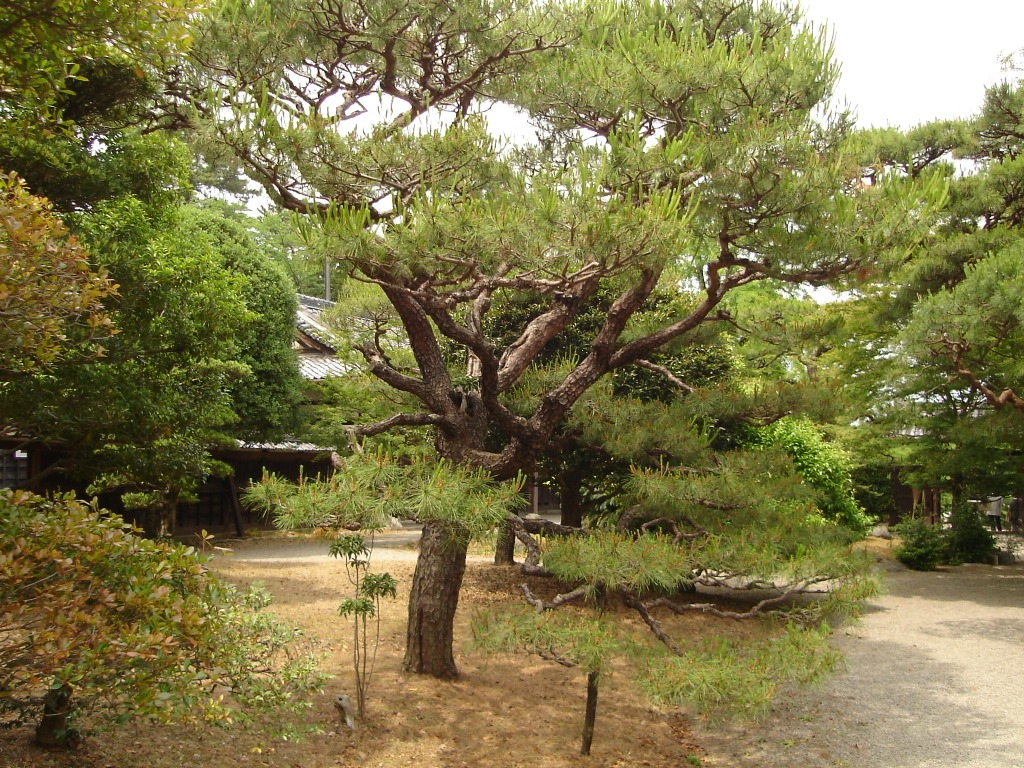
Jardim das ruinas do Castelo de Matsusaka

Matsusaka foi fundada em 1588 na província de Ise (伊勢国; -no kuni) ou Seishu (勢州; seishū) por Gamo Ujisato (蒲生氏郷; Gamō Ujisato). Toyotomi Hideyoshi enviou em 1584 Gamo Ujisato para o feudo Matsugashima de Ise, avaliado em 120 000 koku. In 1588, Gamo iniciou a construção do castelo no bosque Yoiho (四五百; yoiho) e deu ao lugar o nome de "Matsusaka" (松阪; matsusaka), que significa literalmente "morro dos pinheiros" (松=pinheiro, 阪=morro/colina).

### Consolidação da Nova Matsusaka
Em 1 de janeiro de 2005, as cidades vizinhas Ureshino, Mikumo, Iinan, e Iitaka foram anexadas em Matsusaka.

## Moradores Famosos
- Mitsui Takatoshi (三井高利) (1622 - 1694) - fundador do Mitsui zaibatsu.
- Motoori Norinaga (本居宣長) (1730 - 1801) - Estudioso da Era Edo com ensinamentos baseados no kokugaku, a rejeição de influência estrangeira, especialmente a Chinesa, na cultura Japonesa.
- Kana Nishino (西野カナ) (1989) - Cantora de J-pop